# Dunas ibne Hamama
Dunas ibne Hamama (Dunas ibn Hummama) foi emir dos magrauas setentrionais do Magrebe Ocidental no século XI, governando de 1039/1040 ou 1041/1042 até sua morte em 1062, e um membro do clã dos Banu Cazar.

## Vida
Dunas era filho de Hamama ibne Almuiz e pai de Futu ibne Dunas e Ajissa ibne Dunas, todos membros do clã dos Banu Cazar. Com a morte de seu pai em 1039/1040 ou 1041/1042, sucedeu-o como emir de Fez. Suprimiu a revolta de um de seus primos, mas depois devotou seus esforços a embelezar sua capital, que à época estava se tornando uma grande cidade comercial. Ele faleceu em 1062 e foi sucedido por Futu.